# Talaván
Talaván ist ein Ort und eine Gemeinde  (municipio) mit 769 Einwohnern (Stand: 2024) in der Provinz Cáceres in der Autonomen Gemeinschaft Extremadura.

## Lage und Klima
Talaván liegt in einer Höhe von ca. 365 m. Der Tajo begrenzt die Gemeinde im Norden. Das Stadtzentrum von Cáceres befindet sich ca. 27 Kilometer südsüdwestlich.

## Bevölkerungsentwicklung
| Jahr      | 1970 | 1981 | 1991 | 2001 | 2011 | 2021 |
| Einwohner | 1860 | 1257 | 1092 | 955  | 911  | 798  |

## Sehenswürdigkeiten
- Burgruine von Monroy
- Kirche Mariä Himmelfahrt (Iglesia de Nuestra Señora de la Asunción)
- Christuskapelle
- Marienkapelle

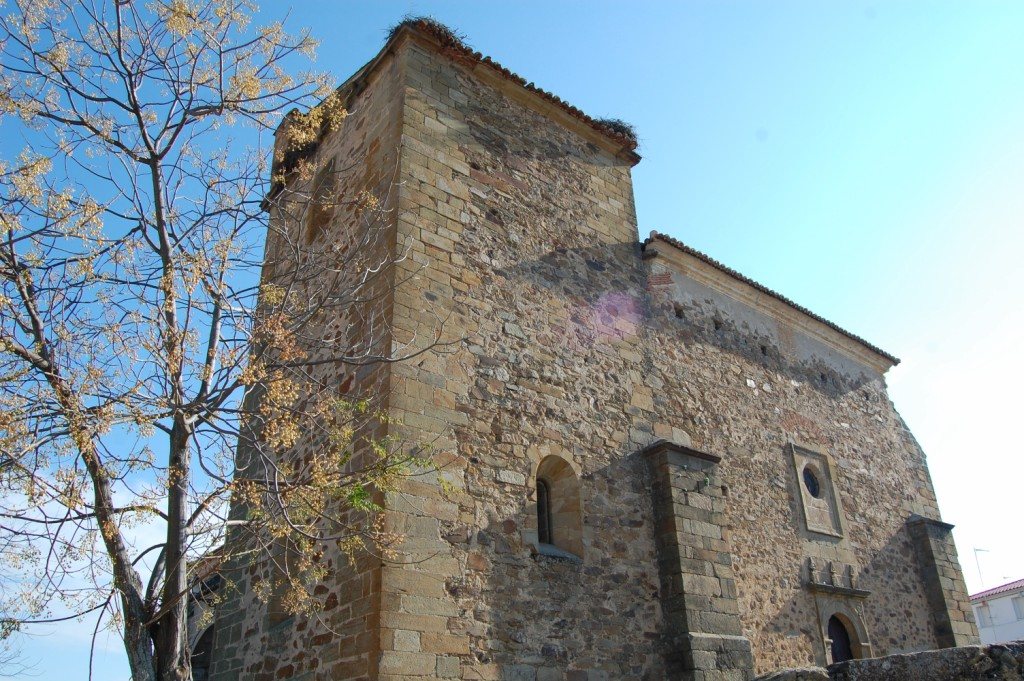
Kirche Mariä Himmelfahrt
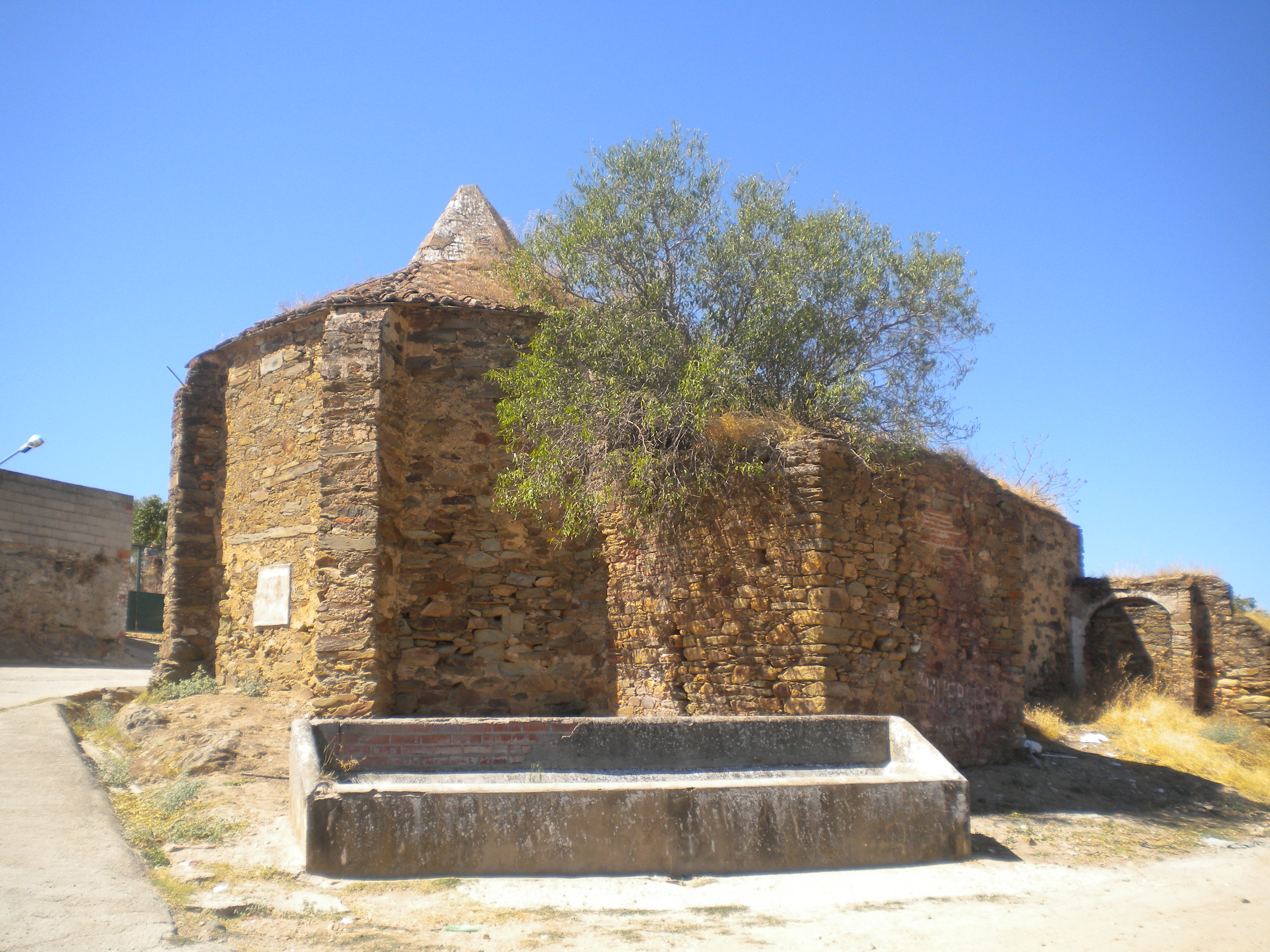
Christuskapelle
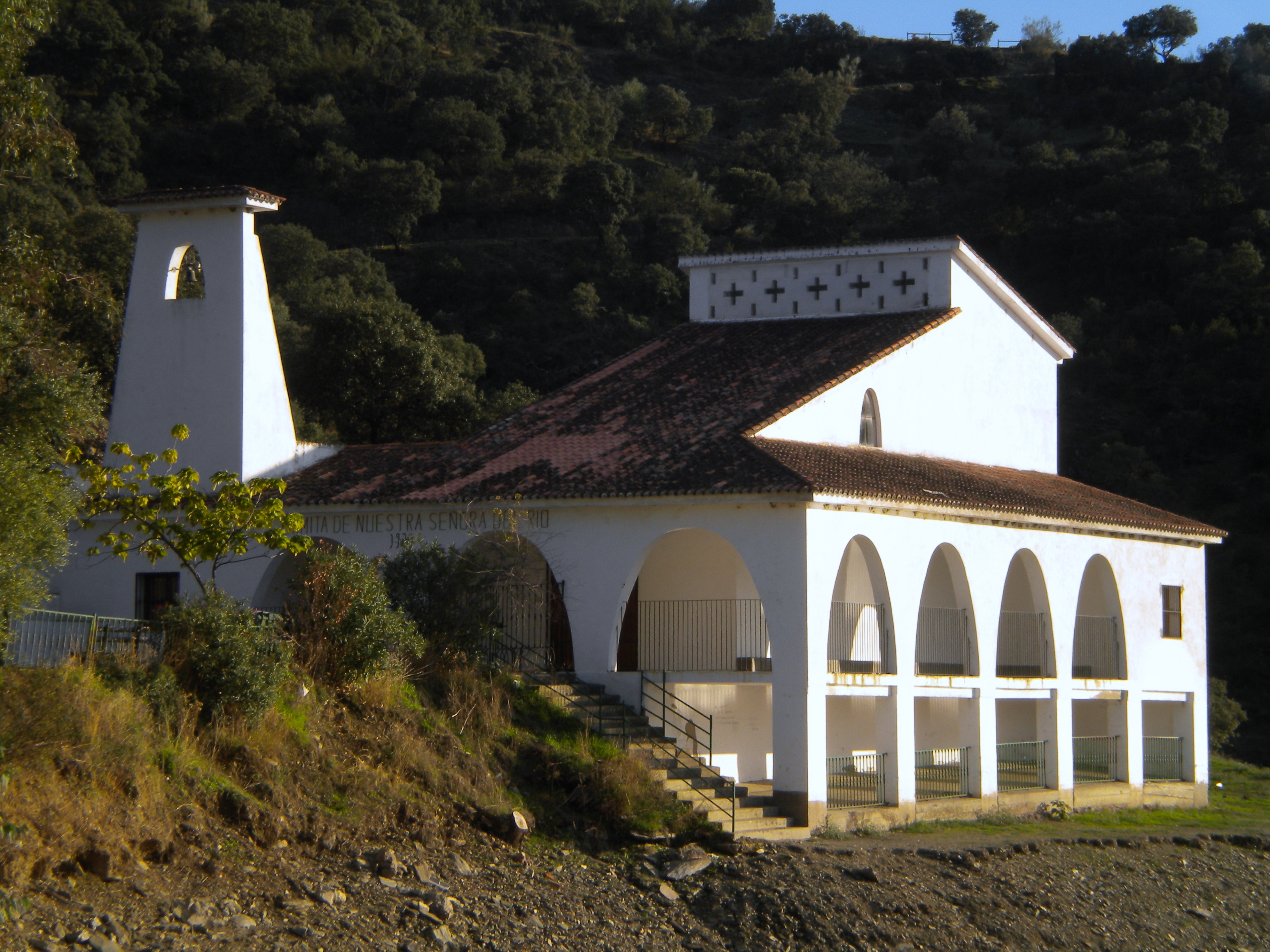
Marienkapelle
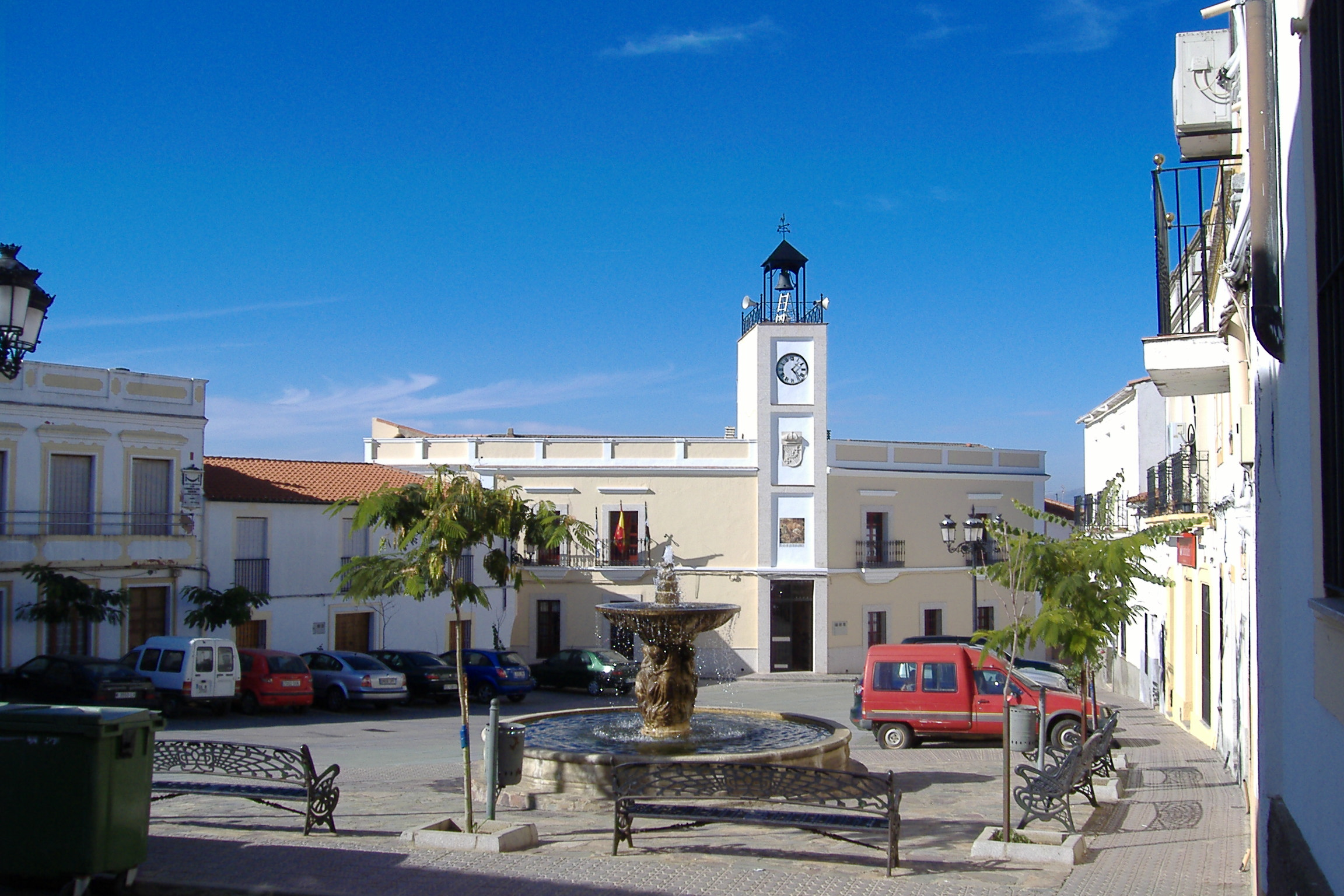
Rathaus